# Paul Francis Webster
Paul Francis Webster (Nueva York; 20  de diciembre de 1907-Beverly Hills; 18 de marzo de 1984) fue un letrista estadounidense ganador de tres premios Óscar a la mejor canción original, por las canciones Secret Love (1953), Love is a Many-Splendored Thing (1955) y The Shadow of Your Smile (1965).
Además ha sido nominado para el mismo premio en otras dieciséis ocasiones por las siguientes canciones: Remember Me to Carolina (1944), Friendly Persuasion (Thee I Love) (1956), April Love (1957), A Certain Smile (1958), A Very Precious Love (1958), The Green Leaves of Summer (1960), Love Theme from El Cid (1961), Tender Is the Night (1962), Love Song From Mutiny on the Bounty (1962), So Little Time (55 días en Pekín, 1963), A Time for Love (1966), Strange Are The Ways of Love (1972) y A World that Never Was (1976).

## Premios y distinciones
Premios Óscar
| Año  | Categoría              | Canción                          | Película              | Resultado |
| ---- | ---------------------- | -------------------------------- | --------------------- | --------- |
| 1954 | Mejor canción original | «Secret Love»                    | Doris Day en el Oeste | Ganador   |
| 1956 | Mejor canción original | «Love Is a Many-Spendored Thing» | La colina del adiós   | Ganador   |
| 1957 | Mejor canción original | «Friendly Persuasion»            | La gran prueba        | Nominado  |
| 1958 | Mejor canción original | «April Love»                     | April Love            | Nominado  |
| 1959 | Mejor canción original | «Almost in Your Arms»            | Un cierta sonrisa     | Nominado  |
| 1959 | Mejor canción original | «A Very Precious Love»           | Nací para ti          | Nominado  |
| 1961 | Mejor canción original | «'The Green Leaves of Summer»    | The Alamo             | Nominado  |
| 1962 | Mejor canción original | «Love Theme From El Cid»         | El Cid                | Ganador   |
| 1963 | Mejor canción original | «Follow Me»                      | Rebelion a bordo      | Nominado  |
| 1963 | Mejor canción original | «Tender Is the Night»            | Suave como el visón   | Nominado  |
| 1964 | Mejor canción original | «So Little Time»                 | 55 días en Pekín      | Nominado  |
| 1966 | Mejor canción original | «The Shadow of Your Smile»       | Castillos en la arena | Ganador   |
| 1967 | Mejor Canción          | «A Time for Love»                | Esclavos del pecado   | Nominado  |
| 1973 | Mejor canción original | «Strange are the ways of love»   | La madrastra          | Nominado  |
| 1977 | Mejor Canción          | «A World That Never Was»         | Half a House          | Nominado  |